# Flora vaginal

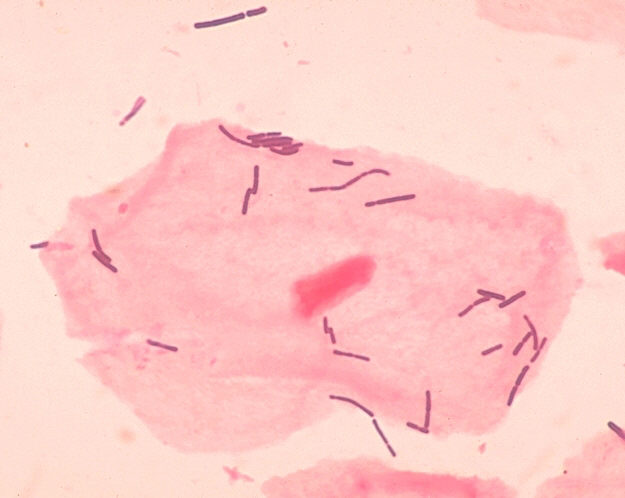
Flora vaginal.

La flora vaginal o microbiota vaginal és el conjunt de diferents microorganismes que habiten en una vagina sana. Aquest és la segona regió al cos humà, després del còlon, on hi ha una major concentració de bacteris. La seva funció és de defensa, limitant el creixement d'altres microorganismes patògens. La quantitat i composició de la flora vaginal varien cíclicament (el nivell més baix és durant la menstruació) i són significatius a l'estat de salut global de la dona.
També hi poden estar associades malalties específiques de les dones, que poden ser causades per una minva d'aquesta flora (que pot causar vulvodínia, per exemple), per infecció (vaginitis), o per altres causes.
La vagina d'una dona adulta sana és una cavitat sèptica amb més de 108 colònies de microorganismes per mil·lilitre, amb uns 5 a 10 tipus diferents de bacteris i amb presència de microorganismes anaerobis, a més dels aerobis, el més freqüent dels quals en una vagina sana i normal és el Lactobacillus acidophilus. Aquest bacteri és el responsable de mantenir el pH adient de la vagina, entre 3,5 i 4,5, per mitjà de la hidròlisi del glicogen a l'àcid làctic.

## Composició
En una vagina normal hi ha percentatges variables de bacteris tant aerobis com, en menor quantitat, anaerobis. La seva composició aproximada és la següent:
- Bacteris aerobis:
  - 70%-90%: Lactobacils
  - 30%-60%: Streptococcus epidermidis
  - 30%-60%: Difteroides
  - 15%-50%: Estreptococ alfa-hemolític
  - 10%-20%: Estreptococ beta-hemolític
  - 5%-30%: Estreptococ no hemolític
  - 20%-25%: Estreptococs del grup D
- Bacteris anaerobis:
  - 5%-15%: Bacteroides fragilis
  - 1%-40%: Bacteroides species
  - 5%-60%: Peptococcus
  - 5%-40%: Peptostreptococcus
  - 5%-15%: Clostridium
  - 10%: Veillonella

## Factors que determinen les seves característiques
En una vagina sana són l'estat hormonal, la fase del cicle menstrual, les relacions sexuals i el tipus de mètode anticonceptiu que faci servir la dona. Un factor que fa augmentar considerablement el fluix vaginal i modifica més la flora vaginal són les infeccions.
En una dona sana, a la infància i després de la menopausa, és a dir quan no té menstruació, les característiques de la flora vaginal deixen de ser cícliques. A més, el seu pH és molt més elevat i els lactobacils hi són absents.